# Resolutie 2034 Veiligheidsraad Verenigde Naties
Resolutie 2034 van de Veiligheidsraad van de Verenigde Naties werd op 19 januari 2012 unaniem aangenomen door de VN-Veiligheidsraad en legde het moment voor de verkiezing van een nieuwe rechter voor het Internationaal Gerechtshof vast.

## Achtergrond
Awn Shawkat al-Khasawneh is een Jordaniër, geboren in 1950. Hij genoot een universitaire opleiding in Engeland, waar hij afstudeerde in geschiedenis en recht. Hij werkte vervolgens voor het Jordaanse ministerie van buitenlandse zaken en was betrokken bij vredesgesprekken tussen zijn land en Israël begin jaren 1990.
Al-Khasawneh werd aangesteld als adviseur van Koning Hoessein van Jordanië en was hoofd van het Koninklijk Hasjemitisch Hof. Hij bekleedde ook functies bij verscheidene internationale juridische instellingen.
Op 6 februari 2000 werd hij aangesteld als rechter bij het Internationaal Gerechtshof, waarvan hij tussen 2006 en 2009 ook vicevoorzitter was. In november 2008 werd hij herkozen voor een tweede ambtstermijn tot 5 februari 2018. Op 17 oktober 2011 werd hij door Koning Abdoellah II van Jordanië benoemd tot Eerste Minister van zijn land, nadat de vorige was afgetreden na beschuldigingen van corruptie.

## Inhoud
De Veiligheidsraad:
- Betreurt het ontslag van rechter Awn Shawkat al-Khasawneh, dat op 31 december 2011 inging.
- Hierdoor ontstaat een vacature tot het einde van diens ambtstermijn.
- Zoals voorgeschreven door de statuten moet de Veiligheidsraad hiervoor de verkiezingsdatum bepalen.
- Beslist dat de verkiezing om de vacature op te vullen op 27 april 2012 zal doorgaan, tijdens de 66ste sessie van de Algemene Vergadering.

## Verwante resoluties
- Resolutie 1914 Veiligheidsraad Verenigde Naties (2010)
- Resolutie 1926 Veiligheidsraad Verenigde Naties (2010)

Lijst ·  2033 ·  2034 ·  2035 ·  2036 ·  2037 ·  2038 ·  2039 ·  2040 ·  2041 ·  2042 ·  2043 ·  2044 ·  2045 ·  2046 ·  2047 ·  2048 ·  2049 ·  2050 ·  2051 ·  2052 ·  2053 ·  2054 ·  2055 ·  2056 ·  2057 ·  2058 ·  2059 ·  2060 ·  2061 ·  2062 ·  2063 ·  2064 ·  2065 ·  2066 ·  2067 ·  2068 ·  2069 ·  2070 ·  2071 ·  2072 ·  2073 ·  2074 ·  2075 ·  2076 ·  2077 ·  2078 ·  2079 ·  2080 ·  2081 ·  2082 ·  2083 ·  2084 ·  2085